# Torhaus Treinfeld
Das Torhaus Treinfeld entstand 1551 als Südtor der Dorfbefestigung des Rentweinsdorfer Ortsteiles Treinfeld (Verwaltungsgemeinschaft Ebern) im Landkreis Haßberge in Unterfranken. Das kleine Baudenkmal ist vollständig erhalten und befindet sich in gutem Zustand.

## Geschichte

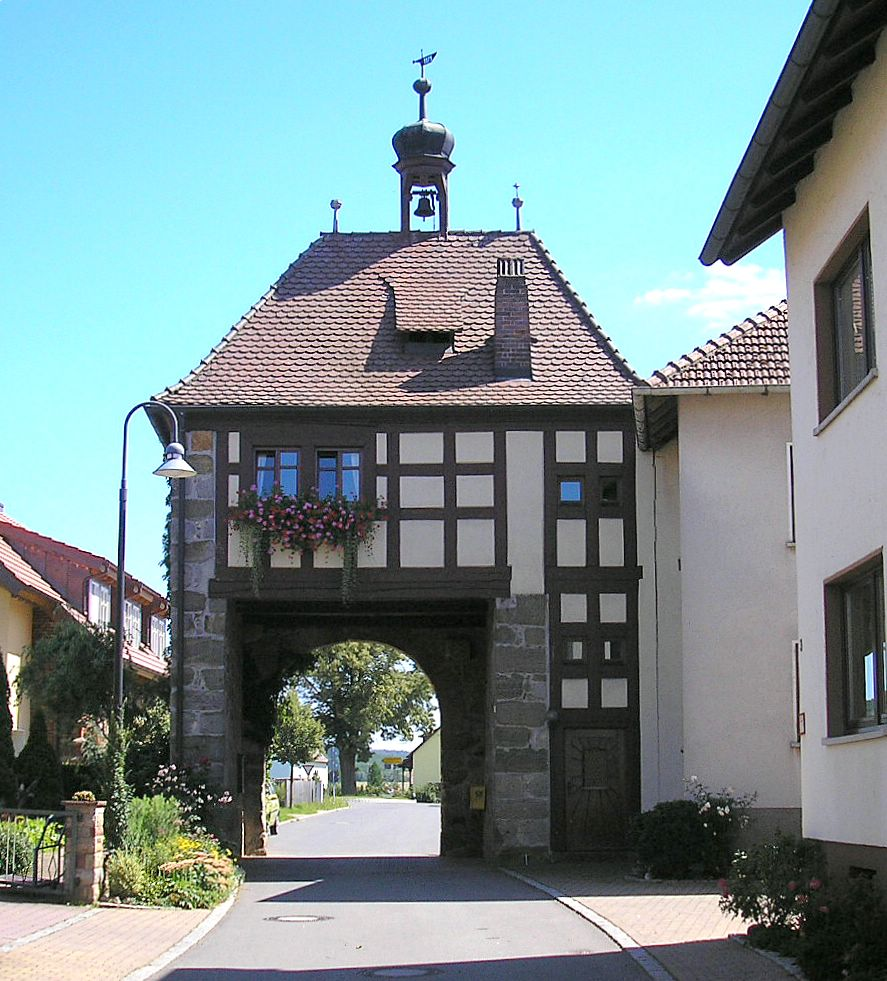
Die Innenseite des Torhauses

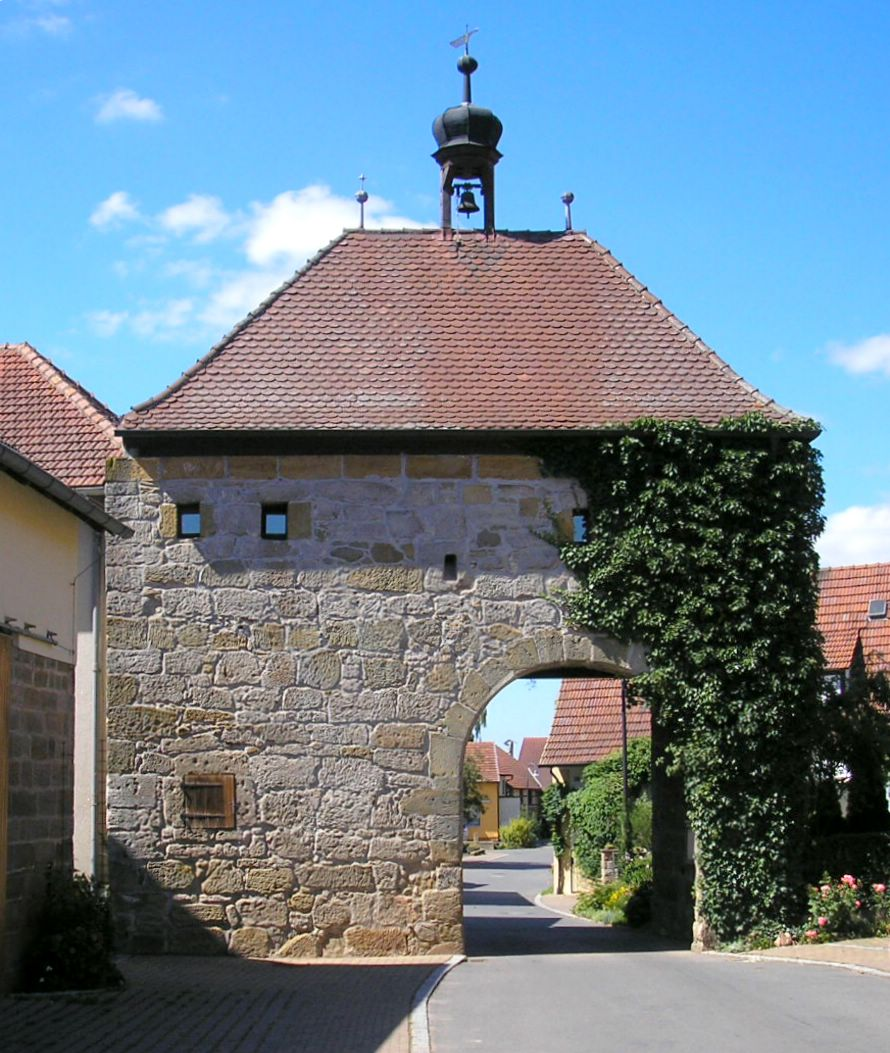
Die Feldseite aus unregelmäßigen Sandsteinquadern

Nach dem Bauernkrieg traten die Herren von Rotenhan zu Rentweinsdorf zum evangelischen Bekenntnis über. Hierdurch kam es im Zuge der Gegenreformation zu Konflikten mit dem Hochstift Würzburg. Zudem bedrohten Truppenkontingente die Bevölkerung, die zur Türkenabwehr nach Südosten zogen oder von dort zurückströmten. 
Rentweinsdorf und Treinfeld wurden deshalb durch Torhäuser, Gräben und Palisaden leicht befestigt. Die meist fensterlosen Rückfronten der Scheunen bildeten zusätzlich eine Art Bering, der zumindest Schutz vor kleineren marodierenden Banden bot. 
Als der Würzburger Fürstbischof Julius Echter von Mespelbrunn 1587 eine Strafexpedition aus 50 Fußsoldaten in den Baunachgrund entsandte, flüchteten viele Protestanten in das Gebiet der Herren von Rotenhan. 
Auch während des Dreißigjährigen Krieges hatte die Region schwer zu leiden. Die schwachen Befestigungsanlagen der Dörfer konnten den feindlichen Soldaten nur wenig Widerstand entgegensetzen. Das nahe Rentweinsdorf wurde 1634 durch 300 Reiter ausgeplündert. Auch Treinfeld wurde im Mai dieses Jahres fast vollständig niedergebrannt. 1644 war das Dorf vollständig verlassen. 1657 lebten wieder sieben Personen im Ort, darunter drei Witwen.
Während des Siebenjährigen Krieges (1756–63) kam es nochmals zu größeren Schäden durch durchziehende Truppenverbände. Weitere Plünderungen konnten durch die Anwerbung preußischer Schutztruppen verhindert werden.
Als letzter größerer Rest der beiden Dorfbefestigungen hat sich nur das südliche Torhaus in Treinfeld erhalten. Das im Volksmund „Türmla“ genannte Wahrzeichen des Dorfes wurde 1956 und nach 2000 renoviert. Am nördlichen Dorfausgang gegen die Stadt Ebern sperrte ehemals ein ähnliches Tor die Durchfahrt.  

## Beschreibung
Das Torhaus ist ein zweigeschossiger Sandsteinquaderbau mit rundbogiger Durchfahrt. Das schiefergedeckte Walmdach (erneuert) wird von einem offenen Glockentürmchen mit einer kleinen Kuppel bekrönt.  
Der Torgang ist flach überdeckt. Am Scheitelstein des Torbogens ist die Jahreszahl 1551 zu erkennen. Das Obergeschoss der Innenseite wurde in einfacher Fachwerkbauweise ausgeführt und dient heute Wohnzwecken.